# Belgien vid världsmästerskapen i simsport 2022
Belgien tävlade vid världsmästerskapen i simsport 2022 i Budapest i Ungern mellan den 17 juni och 3 juli 2022. Belgien hade en trupp på fem idrottare.

## Simning
Damer
| Idrottare        | Gren               | Heat    | Heat      | Semifinal        | Semifinal        | Final            | Final            |
| Idrottare        | Gren               | Tid     | Placering | Tid              | Placering        | Tid              | Placering        |
| ---------------- | ------------------ | ------- | --------- | ---------------- | ---------------- | ---------------- | ---------------- |
| Valentine Dumont | 100 meter frisim   | 55,14   | 20        | Gick inte vidare | Gick inte vidare | Gick inte vidare | Gick inte vidare |
| Valentine Dumont | 200 meter frisim   | 1.58,86 | 17        | Gick inte vidare | Gick inte vidare | Gick inte vidare | Gick inte vidare |
| Valentine Dumont | 400 meter frisim   | 4.13,33 | 20        | i.u.             | i.u.             | Gick inte vidare | Gick inte vidare |
| Florine Gaspard  | 50 meter bröstsim  | 31,10   | 17        | Gick inte vidare | Gick inte vidare | Gick inte vidare | Gick inte vidare |
| Florine Gaspard  | 100 meter bröstsim | 1.09,22 | 26        | Gick inte vidare | Gick inte vidare | Gick inte vidare | Gick inte vidare |
| Fleur Vermeiren  | 50 meter bröstsim  | 30,70   | 9 0Q0     | 30,98            | 15               | Gick inte vidare | Gick inte vidare |

Herrar
| Idrottare     | Gren                | Heat    | Heat      | Semifinal        | Semifinal        | Final            | Final            |
| Idrottare     | Gren                | Tid     | Placering | Tid              | Placering        | Tid              | Placering        |
| ------------- | ------------------- | ------- | --------- | ---------------- | ---------------- | ---------------- | ---------------- |
| Louis Croenen | 100 meter fjärilsim | 53,38   | 36        | Gick inte vidare | Gick inte vidare | Gick inte vidare | Gick inte vidare |
| Louis Croenen | 200 meter fjärilsim | 1.57,63 | 20        | Gick inte vidare | Gick inte vidare | Gick inte vidare | Gick inte vidare |

## Öppet vatten-simning
| Idrottare     | Gren            | Tid       | Placering |
| ------------- | --------------- | --------- | --------- |
| Logan Vanhuys | Herrarnas 10 km | 1:53.24,5 | 10        |